# José Alberto Castillo
José Alberto Castillo ( 1951 - ) es un ingeniero agrónomo, curador, y botánico argentino.
Se desempeña como curador del Jardín Botánico de Ezeiza, provincia de Buenos Aires.

## Algunas publicaciones
- g. g. Roitman, j. a. Castillo, isabel Maza. 2008. Habranthus neumannii (Amaryllidaceae) a new species from Argentina. Darwiniana 46(1): 66-68
- --------------------, isabel Maza, j. a. Castillo. 2006. Presence of Habranthus cardenasianus (Amaryllidaceae) in Argentina. Bol. Soc. Argent. Bot. 41: 95-98
- j.w. White, j.a. Castillo, j.r. Ehleringer, j.a. Garcia-C., s.p. Singh. 1994. Relations of carbon isotope discrimination and other physiological traits to yield in the common bean (Phaseolus vulgaris) under rainfed conditions. In press
- ---------------, ---------------. 1992. Evaluation of diverse shoot genotypes on selected root genotypes of common bean under soil water deficits. Crop Science 32:762-765
- ---------------, ---------------, j. Ehleringer. 1990. Associations between productivity, root growth and carbon isotope discrimination in Phaseolus vulgaris under water deficit. Aust. J. Plant Physiol. 17:189-198
- b.n. Sponchiado, j.w. White, j.a. Castillo, p.g. Jones. 1989. Root growth of four common bean cultivars in relation to drought tolerance in environments with contrasting soil types. Exp. Agric. 25:249-257

## Honores

### Epónimos
Por haber introducido varias ipheiones silvestres de América del Sur, incluyendo una encantadora variedad de gran tamaño, de flores blancas que ahora ofrecen los viveros como "Alberto Castillo"
- La abreviatura «J.A.Castillo» se emplea para indicar a José Alberto Castillo como autoridad en la descripción y clasificación científica de los vegetales.[1]